# アルデアラフエンテ
アルデアラフエンテ（スペイン語: Aldealafuente）とは、スペイン・カスティーリャ・イ・レオン州ソリア県のムニシピオ（基礎自治体）。2014年にスペイン国立統計局(INE)が行った国勢調査による人口は94人である。

## 人口
| アルデアラフエンテの人口推移 1900－2011                 |
|                                                         |
| 出典:INE（スペイン国立統計局）1900年 - 1991年、1996年 - |